# Slobodan Kuzmanovski
Slobodan Kuzmanovski (serbisch-kyrillisch Слободан Кузмановски, * 11. Juni 1962 in Šabac) ist ein serbischer Handballtrainer und ehemaliger Handballspieler, der zumeist als rechter Rückraumspieler eingesetzt wurde.

## Karriere
als Spieler
Der 1,98 m große und 100 kg schwere Linkshänder begann seine Karriere in seiner Heimatstadt bei Metaloplastika Šabac. Mit der Jahrhundert-Mannschaft gewann er 1982, 1983, 1984, 1985, 1986, 1987 und 1988 die jugoslawische Meisterschaft sowie 1980, 1983, 1984 und 1986 den Pokal. Im Europapokal der Pokalsieger 1980/81 kam die junge Mannschaft ins Halbfinale, unterlag dort aber noch dem HC Empor Rostock. Auch im Europapokal der Landesmeister scheiterte er 1983 noch im Halbfinale an ZSKA Moskau. 1984 erreichte er das Finale gegen Dukla Prag, unterlag dort aber im Siebenmeter-Werfen. In den folgenden beiden Spielzeiten 1985 und 1986 sollte er mit Šabac den Wettbewerb dominieren und zwei Titel gewinnen. Später spielte er noch für den französischen Klub OM Vitrolles, mit dem er 1994 und 1996 französischer Meister sowie 1993 und 1995 Pokalsieger wurde. 1993 gewann er auch noch einen weiteren Europapokal, den Europapokal der Pokalsieger.
Mit der Jugoslawischen Juniorenauswahl wurde Slobodan Kuzmanovski 1981 Juniorenweltmeister. Mit der Jugoslawischen A-Nationalmannschaft gewann er bei den Olympischen Spielen 1984 in Los Angeles die Goldmedaille. Er kam in sechs Spielen zum Einsatz, warf aber nur zwei Tore. Eigentlich war er gar nicht für das Turnier vorgesehen, doch eine Verletzung des etatmäßigen Rückraumspielers Jovica Cvetković verhalf ihm zu seinem Glück. Bei den Olympischen Spielen 1988 in Seoul gewann er die Bronzemedaille. Dort spielte er vier Partien und warf sieben Tore. Er bestritt 150 Länderspiele, in denen er 400 Tore erzielte.
als Trainer
In der Saison 2004/05 übernahm Kuzmanovski den Trainerposten bei Metaloplastika Šabac. In der folgenden Spielzeit trainierte er den italienischen Verein SC Gaeta und daraufhin PS Junior Fasano. Seit Februar 2013 betreut er den slowakischen Verein HC Štart Nové Zámky.